# Sopra atti del sopragastaldo
Nell'ordinamento giudiziario della Repubblica di Venezia, il sopra atti del sopragastaldo o in luogo dei procuratori sopra atti del sopragastaldo era una magistrato patrizio incaricato sin dal 1485 di giudicare in vece dei Procuratori di San Marco sulle istanze d'appello riguardanti l'esecuzione delle sentenze civili, per le quali era competente la magistratura del sopragastaldo. 